# Gama (Diapaga)
Pour les articles homonymes, voir Gama.
Gama est une commune rurale située dans le département de Diapaga de la province de la Tapoa dans la région de l'Est au Burkina Faso.

## Santé et éducation
Le centre de soins le plus proche de Gama le centre médical avec antenne chirurgicale (CMA) de Diapaga.